# TSG Groß-Bieberau
Die TSG Groß-Bieberau ist eine Turn und Sport-Gemeinschaft in der hessischen Stadt Groß-Bieberau. 1892 wurde der Verein gegründet. Der Verein betätigt sich neben dem Handball noch im Tanzsport und im Turnen.
Die erste Männermannschaft der Handballabteilung stieg 2003 in die 2. Handball-Bundesliga auf, in der man bis 2006 spielte. Durch den Abstieg spielte das Team in der Regionalliga Süd-West und verfehlte den direkten Wiederaufstieg nur knapp. Am Ende schaffte es die SG Wallau/Massenheim und die Groß-Bieberauer mussten noch ein Jahr warten bis zu dem Wiederaufstieg in die 2. Handball-Bundesliga und konnte sich gegen die HG Saarlouis durchsetzen. Mit dem Trainer Thomas Göttmann stieg die TSG 2008 wieder auf. Durch die Einführung der eingleisigen 2. Handball-Bundesliga beantragte der Verein hierfür keine Lizenz und spielt in der Saison 2011/2012 in der 3. Liga Süd.
Die Heimspiele werden in der Großsporthalle im Wesner ausgetragen. Die Halle hat ein Fassungsvermögen von 1.200 Zuschauern.
Der Verein hat 1.100 Mitglieder, davon 700 im Bereich Handball. Neben einer Herren- und zwei Damenmannschaften spielen auch 22 Jugendmannschaften bei der TSG.
Die Jugendmannschaften gehören der Spielgemeinschaft JSG Gersprenztal an. Diese besteht aus den Vereinen TSG Groß-Bieberau, TSV 1921 Modau, TV 1888 Reinheim und der TV 1908 Wersau.
In der Saison 2013/2014 gründeten die TSG Groß-Bieberau und der TSV Modau die MSG Groß-Bieberau/Modau. Zurzeit sind 3 Herrenmannschaften gemeldet. Die erste Mannschaft spielt in der 3. Liga Ost, die 2. Mannschaft in der Bezirksoberliga Odenwald-Spessart und die 3. Mannschaft in der Bezirksliga C2 Odenwald-Spessart.

## Bekannte ehemalige Spielerinnen und Spieler
- Udo Klenk, deutscher A-Jugend Vizemeister 1971[1]
- Lisa Mößinger
- Andreas Bulei
- Carsten Bengs
- Philipp Grimm
- Felix Kossler, Spieler beim Handball-Zweitligisten TSG Friesenheim
- Maximilian Schubert, U21-Junioren-Weltmeister 2011, Spieler beim Handball-Bundesligisten Frisch Auf Göppingen
- Szabolcs Laurencz

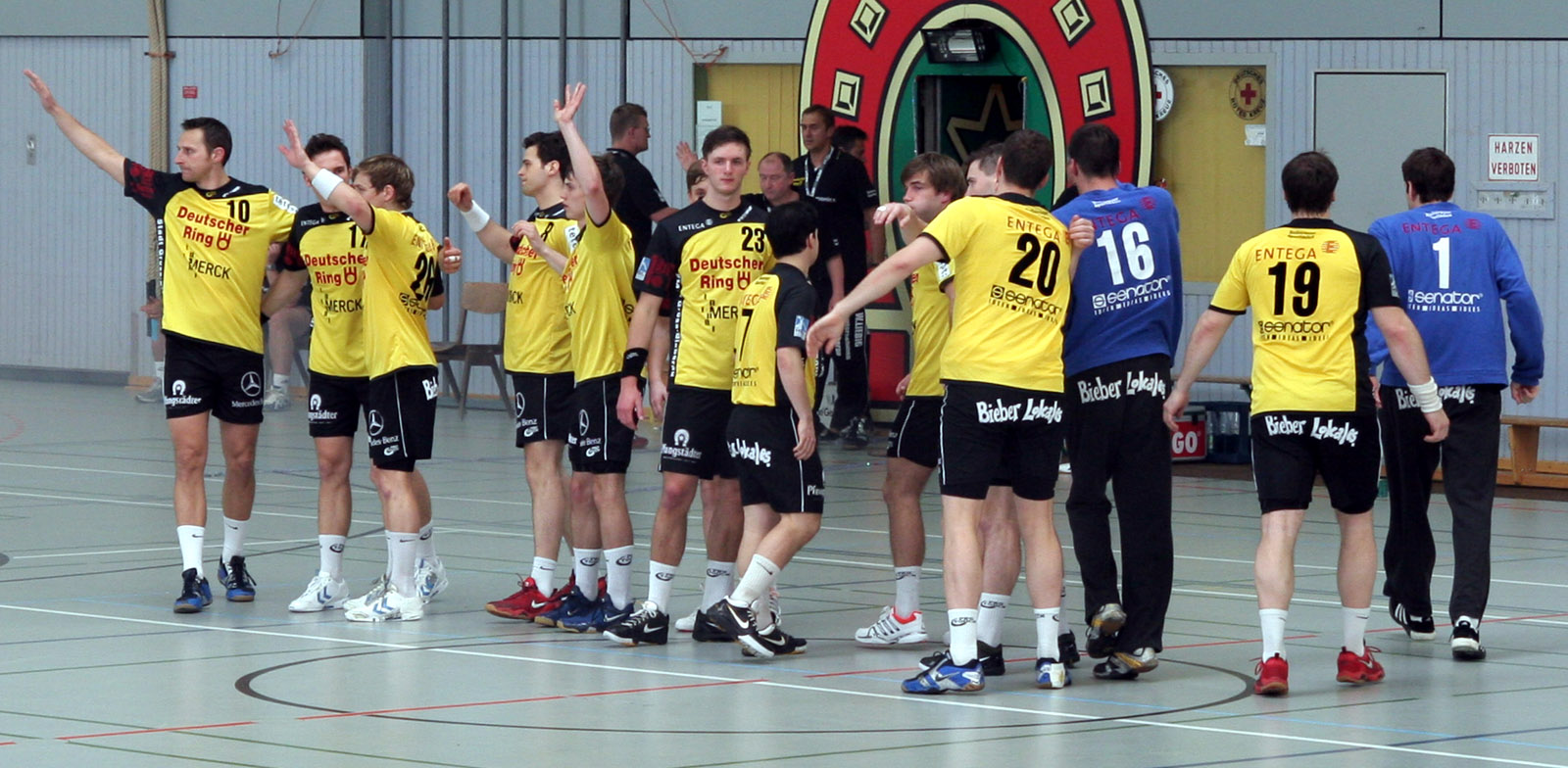
Die 1. Männermannschaft der TSG Groß-Bieberau in der Saison 2008/09
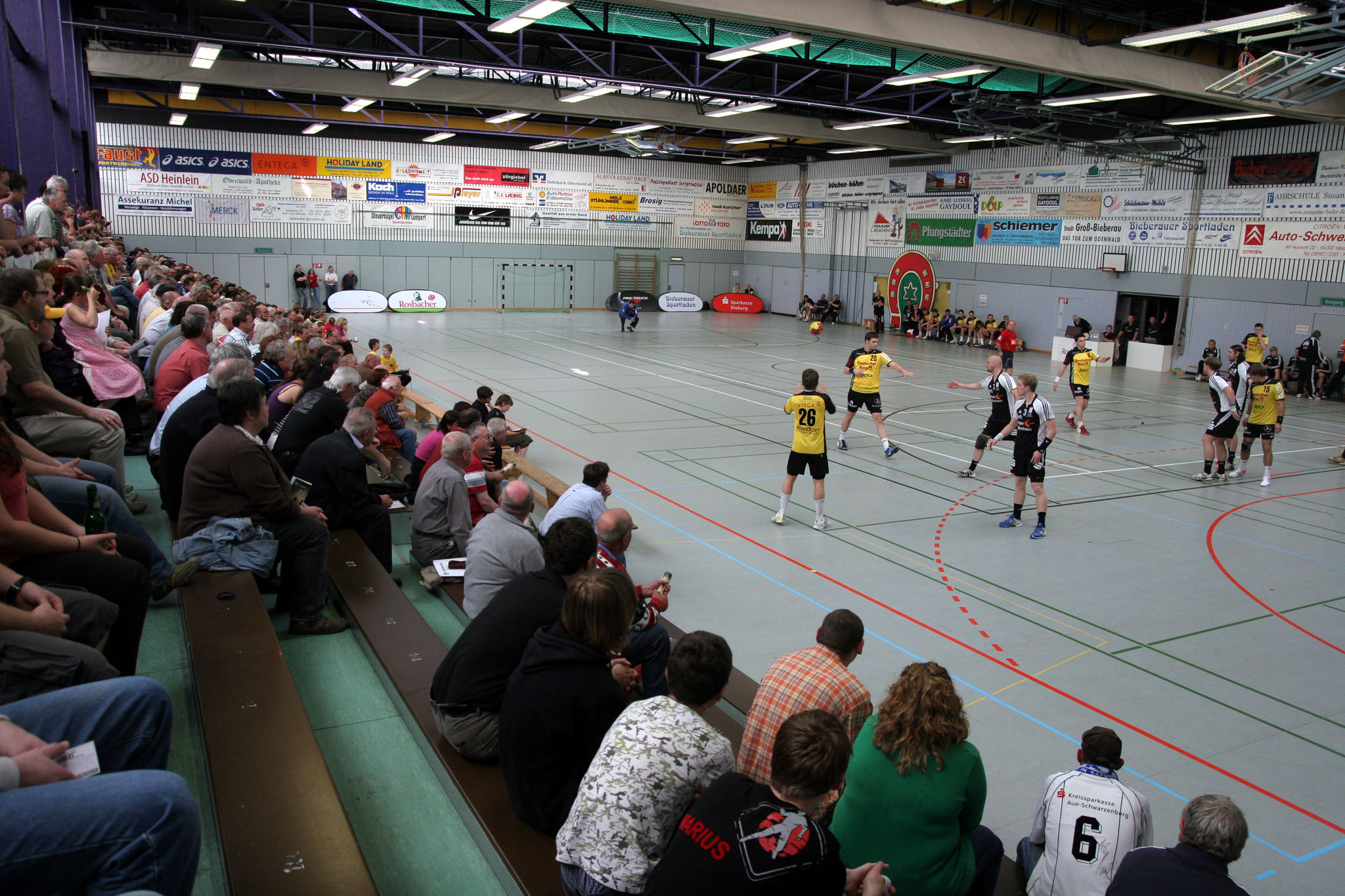
Die Großsporthalle Groß-Bieberau. Heimstätte der TSG Groß-Bieberau.